# 四季の花範雄
四季の花 範雄（しきのはな のりお、1937年1月2日 - 没年不明 ）は、青森県弘前市出身（出生地は北海道稚内市）で高島部屋、宮城野部屋に所属した元大相撲力士。本名は相内 範雄（あいうち のりお）。身長180cm、体重136kg。得意手は左四つ、寄り。最高位は西十両13枚目（1964年3月場所）。甥に長谷川勝敏がいる（四季の花の姉が長谷川の母親）。

## 来歴・人物
元々は漁師として働く傍らボクサーを目指していたが、漁で負傷した時にやって来た吉葉山率いる巡業の興行主が兄の友人であった関係で兄から誘われて巡業を観に行くと入門を勧められ、「遊んでてもしょうがないから相撲取りになろう」と考え、1955年1月場所に於いて初土俵を踏んだ。
幕下上位にいた1962年（昭和37年）11月場所、同じく幕下上位にいた甥の長谷川と12日目に割が組まれた（それ以前に二人の対戦は2度あり、四季の花の2勝だった）が、これを知った師匠の宮城野親方(吉葉山)が「十両昇進がかかる大事な場所であらぬ疑いをかけられては困る」と割返しを求め、これが認められて対戦を回避したことがある（長谷川は残りの割をすべて勝ち、翌場所十両昇進を果たす）。なお、現在の規則であれば甥と叔父がたとえ違う部屋に所属していても割は組まれない。
その後1963年5月場所に十両に昇進するが、十両では壁にぶつかったか通算5場所務めるに止まった。1973年7月場所をもって廃業。
四股名の改名が非常に多く、相内→稚登勢洋→千登勢洋→稚登勢洋→北嵐→四季の花→相内と通算で6度行っている。なお、十両時代は四季の花で通している。
現役時代は幕下暮らしが多かったが結婚しており部屋の外で妻と同居していた。当時は取的の中にも副業で収入を得る者も多く、四季の花も家庭を維持する収入源を有していたためこれが黙認されていた。
相撲界を引退した後は建材業を営んでいたが、1980年5月週刊ポストに大相撲における八百長告発手記を発表した。

## 主な成績
- 通算成績：409勝396敗7休 勝率.508
- 十両成績：29勝46敗 勝率.387
- 現役在位：107場所
- 十両在位：5場所

| | 一月場所 初場所（東京） | 三月場所 春場所（大阪） | 五月場所 夏場所（東京） | 七月場所 名古屋場所（愛知） | 九月場所 秋場所（東京） | 十一月場所 九州場所（福岡） |
| --- | ----------------------- | ----------------------- | ----------------------- | --------------------------- | ----------------------- | --------------------------- |
| 1955年 （昭和30年） | 新序 2–1                | 東序二段73枚目 5–3      | 西序二段21枚目 5–3      | x                           | 東三段目92枚目 4–4      | x                           |
| 1956年 （昭和31年） | 東三段目89枚目 5–3      | 東三段目62枚目 5–3      | 西三段目49枚目 3–5      | x                           | 西三段目53枚目 5–3      | x                           |
| 1957年 （昭和32年） | 西三段目39枚目 4–4      | 西三段目38枚目 4–4      | 東三段目31枚目 4–4      | x                           | 西三段目26枚目 5–3      | 西三段目8枚目 3–5           |
| 1958年 （昭和33年） | 西三段目13枚目 5–3      | 東三段目3枚目 5–3       | 西幕下77枚目 3–5        | 東幕下79枚目 5–3            | 東幕下70枚目 3–5        | 西幕下79枚目 4–4            |
| 1959年 （昭和34年） | 東幕下79枚目 6–2        | 西幕下61枚目 4–4        | 東幕下61枚目 3–5        | 西幕下64枚目 2–6            | 西幕下79枚目 4–4        | 西幕下73枚目 5–3            |
| 1960年 （昭和35年） | 西幕下60枚目 7–1        | 西幕下32枚目 6–2        | 西幕下20枚目 3–5        | 東幕下27枚目 2–5            | 東幕下39枚目 3–4        | 東幕下43枚目 4–3            |
| 1961年 （昭和36年） | 西幕下39枚目 2–5        | 東幕下53枚目 3–4        | 西幕下68枚目 6–1        | 東幕下42枚目 3–4            | 西幕下49枚目 5–2        | 東幕下34枚目 4–3            |
| 1962年 （昭和37年） | 西幕下30枚目 4–3        | 西幕下22枚目 2–5        | 東幕下32枚目 5–2        | 西幕下18枚目 4–3            | 東幕下17枚目 6–1        | 西幕下6枚目 5–2             |
| 1963年 （昭和38年） | 西幕下2枚目 3–4         | 西幕下4枚目 5–2         | 西十両18枚目 8–7        | 東十両16枚目 4–11           | 東幕下7枚目 4–3         | 東幕下5枚目 6–1             |
| 1964年 （昭和39年） | 西十両17枚目 8–7        | 西十両13枚目 7–8        | 東十両14枚目 2–13       | 東幕下7枚目 2–5             | 西幕下19枚目 3–4        | 西幕下22枚目 4–3            |
| 1965年 （昭和40年） | 西幕下19枚目 5–2        | 西幕下9枚目 4–3         | 東幕下6枚目 3–4         | 東幕下11枚目 4–3            | 西幕下7枚目 2–5         | 東幕下17枚目 3–4            |
| 1966年 （昭和41年） | 東幕下19枚目 6–1        | 東幕下8枚目 3–4         | 東幕下11枚目 5–2        | 西幕下5枚目 3–4             | 東幕下7枚目 2–5         | 西幕下19枚目 4–3            |
| 1967年 （昭和42年） | 西幕下17枚目 4–3        | 東幕下14枚目 3–4        | 西幕下26枚目 6–1        | 西幕下6枚目 2–5             | 東幕下16枚目 5–2        | 東幕下8枚目 4–3             |
| 1968年 （昭和43年） | 東幕下6枚目 4–3         | 東幕下5枚目 3–4         | 東幕下7枚目 3–4         | 西幕下10枚目 3–4            | 東幕下16枚目 4–3        | 西幕下12枚目 2–5            |
| 1969年 （昭和44年） | 西幕下24枚目 3–4        | 東幕下29枚目 5–2        | 東幕下14枚目 2–5        | 西幕下29枚目 3–4            | 東幕下35枚目 4–3        | 東幕下30枚目 1–6            |
| 1970年 （昭和45年） | 東幕下54枚目 5–2        | 東幕下35枚目 3–4        | 西幕下41枚目 4–3        | 西幕下33枚目 3–4            | 西幕下41枚目 4–3        | 西幕下35枚目 2–5            |
| 1971年 （昭和46年） | 西幕下52枚目 5–2        | 東幕下36枚目 4–3        | 西幕下30枚目 3–4        | 西幕下36枚目 3–4            | 東幕下44枚目 4–3        | 東幕下39枚目 4–3            |
| 1972年 （昭和47年） | 東幕下35枚目 3–4        | 東幕下40枚目 3–4        | 西幕下47枚目 3–4        | 東幕下54枚目 4–3            | 東幕下48枚目 3–4        | 東幕下57枚目 5–2            |
| 1973年 （昭和48年） | 西幕下36枚目 2–5        | 東幕下59枚目 2–5        | 東三段目19枚目 2–5      | 東三段目39枚目 引退 0–0–7   | x                       | x                           |
| 各欄の数字は、「勝ち-負け-休場」を示す。 優勝 引退 休場 十両 幕下 三賞：敢=敢闘賞、殊=殊勲賞、技=技能賞 その他：★=金星 番付階級：幕内 - 十両 - 幕下 - 三段目 - 序二段 - 序ノ口 幕内序列：横綱 - 大関 - 関脇 - 小結 - 前頭（「#数字」は各位内の序列） |                         |                         |                         |                             |                         |                             |